# Kuhikugu
Kuhikugu, qui signifie « la place du poisson Kuhi » est un site archéologique situé au Brésil, à la source du rio Xingu, dans la forêt amazonienne. Kuhikugu a d'abord été découvert par l'anthropologue Michael Heckenberger, travaillant aux côtés du peuple local, les Kuikuro, qui sont les descendants probables des habitants originaux de Kuhikugu. De nos jours, la zone autour de Kuhikugu fait partie du parc indigène du Xingu.

## Complexe archéologique et histoire
Au sens large, le nom fait référence à un complexe archéologique comprenant vingt villes et villages, répartis sur une superficie de quelque 20 000 km2, où près de 50 000 personnes ont peut-être vécu. Kuhikugu a probablement été habité depuis le VIe siècle jusqu'au début du XVIIe siècle, époque à laquelle le peuple qui y vivait a probablement été tué par des maladies apportées par les Européens,.

## Site X11
Strictement parlant, Kuhikugu est le site X11 de ce complexe, situé sur la rive orientale du lac Kuhikugu (Lagoa Dourada) aux coordonnées indiquées ci-dessus. Ainsi, tout comme pour d'autres anciens sites du complexe, l'imagerie par satellite révèle que même aujourd'hui, la forêt diffère des zones vierges alentour, et l'exploration au sol révèle qu'il s'agit d'un effet de l'anthrosol (cf. Terra preta) connu des Kuikuro sous le nom de egepe. Juste au nord du site X11 il y a un village kuikuro, et la petite taille de celui-ci offre une comparaison intéressante par rapport à la grande surface du egepe indiquant le peuplement préhistorique.
De grands fossés et des palissades défensives ont été construits autour de certaines des communautés de Kuhikugu,.
Beaucoup de communautés à Kuhikugu étaient reliées par des routes traversant même certaines rivières à l'aide de ponts, et par des canaux, utilisables par des canoës, longeant certaines routes. Des champs de manioc (cassave) peuvent avoir existé autour des communautés de Kuhikugu, ce qui suggère que les peuplades qui y vivaient étaient constituées d'agriculteurs.
Des barrages et des bassins, construits dans la région, suggèrent également que les habitants de Kuhikugu peuvent avoir été impliqués dans l'élevage de poissons, qui est encore pratiqué à notre époque par une partie de leurs descendants.

## La cité perdue de Z
Il est possible que les légendes concernant Kuhikugu aient influencé l'explorateur britannique, le colonel Percy Fawcett, lorsqu'il mena son infortunée et dernière expédition en 1925, cherchant à travers la forêt amazonienne ce qu'il a appelé « la Cité perdue de Z ». 